# Can You Forgive Her?
Can You Forgive Her? är en låt av den brittiska duon Pet Shop Boys. Den var den första singeln från albumet Very 1993. Den nådde som bäst 7:e plats på den brittiska singellistan och blev 1:a på Billboards Hot Dance Club Songs. Den blev även en hit i flera europeiska länder. På den svenska singellistan nådde den en 9:e plats.
Låten är en av duons mest dramatiska inspelningar, i stil med tidiga hits som It's a Sin. Texten beskriver i andra person en ung mans förlägenhet när hans flickvän anklagar honom för att fortfarande vara förälskad i sin barndomsvän (underförstått en man). Hon säger att hon "inte är beredd att dela honom med ett minne" ("not prepared to share you with a memory") och att hon "ska gå och hitta en riktig man i stället" ("going to go and get herself a real man instead"). Titeln är tagen från en roman med samma titel av Anthony Trollope.
B-sidan What Keeps Mankind Alive är en coverversion av en sång komponerad av Bertolt Brecht och Kurt Weill från Tolvskillingsoperan.

## Låtförteckning
7": Parlophone / 8 80638 7 (UK)
1. "Can You Forgive Her?" – 3:54
2. "Hey, Headmaster" – 3:06

12": Parlophone / 12R 6348 (UK)
1. "Can You Forgive Her?" (Rollo Remix) – 6:00
2. "Can You Forgive Her?" (Rollo Dub) – 4:51
3. "Can You Forgive Her?" (MK Remix) – 7:26
4. "Can You Forgive Her?" (MK Dub) – 5:53

12": EMI / Y-56279 (US)
1. "Can You Forgive Her?" (Rollo Remix) – 6:00
2. "Can You Forgive Her?" (Rollo Dub) – 4:51
3. "Can You Forgive Her?" – 3:54
4. "Can You Forgive Her?" (MK Remix) – 7:28
5. "Can You Forgive Her?" (MK Dub) – 5:53

CD 1: Parlophone / CDR 6348 (UK)
1. "Can You Forgive Her?" – 3:54
2. "Hey, Headmaster" – 3:06
3. "Can You Forgive Her?" (Rollo Remix)
4. "Can You Forgive Her?" (Rollo Dub)

CD 2: Parlophone / CDRS 6348 (UK)
1. "Can You Forgive Her?" (MK Remix) – 7:26
2. "I Want to Wake Up" (1993 Johnny Marr Remix) – 5:25
3. "What Keeps Mankind Alive?" – 3:25
4. "Can You Forgive Her?" (MK Dub) – 5:53